# Lipni Dol
Lipni Dol je naselje v Občini Laško.